# Dziękuję Poland Live ’83
Dziękuję Poland Live ’83 – drugi album koncertowy (16. w ogóle) Klausa Schulzego, nagrany wspólnie z klawiszowcem Rainerem Blossem podczas trasy koncertowej po Polsce w lipcu 1983 roku i wydany jesienią tego samego roku w Europie nakładem wytwórni Innovative Communication jako podwójna płyta winylowa.
W Polsce album wydała w tym samym roku na kasecie magnetofonowej wytwórnia Polskie Nagrania „Muza” (nr kat. CK 488 i CK 489), a w 1985 roku jako podwójną płytę gramofonową (nr kat. SX 2259, SX 2260). 
Album był kilkakrotnie wznawiany, w tym jako CD (1984, Brain) i rozszerzone wydanie z 19 maja 2006 roku nakładem Revisited Records jako CD z dwoma dodatkowymi, wcześniej niewydanymi utworami.

## Album

### Historia i muzyka
Po nagraniu i wydaniu albumu ...Live... Klaus Schulze zawarł na okładce albumu obietnicę, że jest on i pozostanie jego pierwszym i jedynym albumem koncertowym. Słowa jednak nie dotrzymał wybierając się wspólnie z Rainerem Blossem w trasę koncertową po Polsce, w trakcie której wystąpił między innymi w Katowicach, Warszawie, Łodzi i Gdańsku. Koncerty odbywały się w dużych, wyprzedanych halach w obecności nawet 10 tysięcy osób. Jak wspominał Schulze, powodem stosunkowo łatwego uzyskania pozwolenie na występy w Polsce 1983 roku był fakt, że tworzył muzykę instrumentalną. W ten sposób mógł wspólnie z Blossem przyjąć zaproszenie od polskiego organizatora, a podczas trasy nie doświadczył żadnych problemów z funkcjonariuszami służb bezpieczeństwa, chociaż – jak zauważył – „prawdopodobnie byliśmy tego bliscy w Gdańsku, ponieważ graliśmy w sali, w której Lech Wałęsa (lider opozycyjnego związku zawodowego „Solidarność”) wygłaszał przemówienie dzień wcześniej”.
Według opisu patrickq, recenzenta Prog Archives, trzy zawarte na płycie utwory pochodzą z albumu Audentity: „Tango-Saty” (zatytułowane „Warszawa”) i „Spielglocken” („Katowice”). „Gdańsk” wydaje się być radykalną przeróbką utworu „Cellistica”, natomiast „Łódź” to koncertowa wersja „Ludwig II. Von Bayern”. „Dziękuję” jest sześciominutową improwizacją, w której Schulze zwrócił się głównie do tłumu uczestników koncertu.

### Lista utworów
| 1. | Katowice | 26:20 |
|    |          |       |
| 2. | Warsaw   | 24:16 |
|    |          |       |
|    |          | 50:36 |
|    |          |       |

| 1. | Lodz     | 20:59 |
|    |          |       |
| 2. | Gdansk   | 15:44 |
|    |          |       |
| 3. | Dziekuje | 5:52  |
|    |          |       |
|    |          | 42:35 |
|    |          |       |

Nie są znane powody, dla których Schulze umieścił w poszczególnych tytułach imiona kobiet. W późniejszych wydaniach albumu zostały one usunięte.
W polskiej wersji albumu analogowego i kasety tytuły utworów są wymienione zgodnie z zasadami polskiej ortografii: Katowice, Warszawa, Łódź, Gdańsk i Dziękuję.

### Informacje
- Klaus Schulze – kompozycje, aranżacja, produkcja, zdjęcia i noty informacyjne na okładce
- Mark Sakautzky – zdjęcia
- Claus Cordes – zdjęcia, design
- Klaus Schulze – syntezatory: Fairlight CMI, PPG Wave 2, Yamaha CS-80, EMS, Minimoog
- Rainer Bloss – syntezator (komputer GDS, PPG Wave 2.2), pianino elektryczne Yamaha CP-70
- rejestracja dźwięku podczas koncertów – cyfrowy rejestrator Sony PCM 100

### Wznowienie (2006, 2016)
Album został wydany ponownie 19 maja 2006 roku nakładem Revisited Records jako CD z 2 dodatkowymi utworami. 25-minutowy utwór „The Midas Hip Hop Touch” (CD 1) to wersja koncertowa utworu „The Midas Touch” z 25-płytowego albumu Jubilee Edition z 1997 roku. 36-minutowy utwór „Dzień Dobry” na drugiej płycie to inna wersja utworu „Spielglocken”, który został nagrany w trakcie trasy podczas koncertu finałowego w Gdańsku. Schulzemu szczególnie zależało na tym, aby „to moje małe ogłoszenie, w którym podziękowałem polskiej publiczności, zostało uwzględnione. To było dla mnie ważne, ponieważ Polacy byli tak fantastyczni – nie tylko publiczność, ale także ekipa”.
CD 1
| 1. | Katowice                | 26:22   |
|    |                         |         |
| 2. | Warsaw                  | 24:16   |
|    | Bonus Track:            |         |
| 3. | The Midas Hip Hop Touch | 25:15   |
|    |                         |         |
|    |                         | 1:15:53 |
|    |                         |         |
CD 2
| 1. | Lodz         | 20:59   |
|    |              |         |
| 2. | Gdansk       | 15:45   |
|    |              |         |
| 3. | Dziekuje     | 5:52    |
|    | Bonus Track: |         |
| 4. | Dzien Dobry! | 35:58   |
|    |              |         |
|    |              | 1:18:34 |
|    |              |         |
- Michael Schmitz – koordynator wznowienia
- Klaus D. Mueller – producent wznowienia
- Thomas Ewerhard – layout wznowienia
- Markus Schurr, Matt Goodluck – tłumaczenia tekstów z książeczki dołączonej do albumu
- Claus Cordes, Klaus Schulze, Mark Sakautzky - zdjęcia

Kolejne wznowienie (tej samej wersji) ukazało się 27 maja 2016 roku nakładem niemieckiej wytwórni MIG (Made In Germany), specjalizującej się we wznowieniach.

## Opinie krytyków
W opinii Thoralfa Koßa z Musikreviews.de „ten album koncertowy jest całkowicie pozytywnym zaskoczeniem, nawet po Audentity, łącząc «stare» i «nowe» Schulze w udanej symbiozie, co czyni go punktem kulminacyjnym” ery tego artysty. „Dziekuje Poland Live ‘83 to prawdziwy i zarazem tajemniczy hit koncertowy pioniera muzyki elektronicznej Klausa Schulzego, który nigdy nie powinien był powstać, gdyby Schulze dotrzymał obietnicy po pierwszym albumie koncertowym”.
Zdaniem patrickq z Prog Archives „trasa koncertowa udokumentowana na Dziękuję Poland ma znaczenie historyczne; jak można wywnioskować z daty, Schulze i Bloss występowali w bloku wschodnim, za przysłowiową żelazną kurtyną, w Polsce. Więc tak, ta trasa koncertowa jest godna uwagi”. Jednak muzyka, zdaniem recenzenta, nie jest godna uwagi, ponieważ „dodaje niewiele do kolekcji fana Schulzego”. Dał on albumowi tylko jedną gwiazdkę stwierdzając: „może mam większe oczekiwania wobec Schulzego niż wobec innych artystów”.